# Стрічковий хвилевід

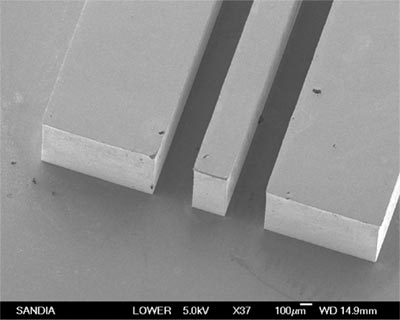
Копланарний стрічковий хвилевід

Стрічко́вий хвилеві́д (англ. Coplanar waveguide, рос. Полосковая линия) — лінія передачі, в якій електромагнітна хвиля поширюється вздовж щілин між провідними поверхнями, що знаходяться в одній площині.
Копланарний хвилевід є одним з видів електричної лінії передачі, який може бути виготовлений з використанням технології друкованих плат, і використовується для передачі НВЧ-сигналів. У меншому масштабі, копланарні стрічкові хвилеводи також вбудовані в монолітні НВЧ інтегральні схеми. Зазвичай копланарний хвилевід (КПХ) складається з однієї провідної стрічки друкованої на діелектричній підкладці, разом з парою зворотних провідників, по одному на кожній стороні стрічки. Всі три провідники розташовані на одній стороні підкладки, і, отже, лежать в одній площині. Зворотні провідники відокремлені від центральної стрічки невеликим зазором, який має незмінну ширину по всій довжині лінії.